# Proporzionalità logaritmica
Si ha una proporzionalità logaritmica tra due grandezze x e y quando la grandezza variabile y è direttamente proporzionale al logaritmo di una grandezza x, ovvero se le due grandezze sono collegate da una relazione funzionale della forma:
{\displaystyle y=k\log _{a}(x).\,}
caratterizzata da una costante numerica non nulla k.